# Juhan Kukk
Juhan (Johann) Kukk (* 1. Apriljul. / 13. April 1885greg. im Dorf Käru, heute Gemeinde Rakke, Kreis Lääne-Viru; † 4. Dezember 1942 in der Sowjetunion) war ein estnischer Politiker und Wirtschaftsexperte. Von 1922 bis 1923 war er Staatsoberhaupt der Republik Estland.

## Ausbildung
Juhan Kukk schloss die Schule in Dorpat ab und studierte von 1901 bis 1910 im Fachbereich Handel am Polytechnikum Riga (heute: Technische Universität Riga) sowie 1908 in Deutschland. Ab 1910 begann er seine Wirtschaftskarriere als Referent bei der Darlehens- und Sparbank in Dorpat und als Publizist für Wirtschaftszeitungen. Während des Ersten Weltkriegs war er Mitglied des estnischen Nahrungsmittelkomitees.

## Politik und Wirtschaft
1917/18 wurde Juhan Kukk Leiter der Finanzabteilung der estnischen Provinzialregierung (Maavalitsus) und setzte sich für die Loslösung Estlands von Russland ein. Er gilt als einer der Verfasser des estnischen Selbständigkeitsmanifests, der Gründungsurkunde der Republik Estland, das am 23. Februar 1918 in Pärnu und am darauffolgenden Tag in Tallinn verlesen wurde.
Von 1918 bis 1920 war er Finanzminister der neu gegründeten Republik Estland, 1920/21 Handels- und Industrieminister, 1921/22 Parlamentspräsident und von 1922 bis 1924 Präsident der estnischen Zentralbank (Eesti Pank). Er schuf mit seinen Finanzreformen die Grundlagen einer eigenständigen estnischen Währung.
Von 1920 bis 1926 gehörte er dem estnischen Parlament (Riigikogu) an. Vom 21. November 1922 bis 2. August 1923 war er Staatsältester (Riigivanem) und damit Staatsoberhaupt der Republik Estland. Bis zur Besetzung Estlands durch die Sowjetunion war er darüber hinaus Aufsichtsratsmitglied in zahlreichen estnischer Unternehmen, von 1933 bis 1940 Direktor der Firma Kreenbalt AS und von 1937 bis 1940 Mitglied des Aufsichtsrats der estnischen Industrie- und Handelskammer.

## Deportation und Tod
Mit der Besetzung Estlands durch die Sowjetunion wurde Juhan Kukk 1940 verhaftet und deportiert. Die genauen Umstände seines Todes sind bis heute ungeklärt. Er starb vermutlich im Dezember 1945 in der Gefangenschaft. Andere Quellen nennen den 4. Dezember 1942 und das Gefangenenlager Kargopol bei Archangelsk.